# Stužák
Stužák (zkratkové slovo pro Studenti žákům) je platforma studentských spolků a organizací. Cílem této platformy je zvýšit zájem mladých lidí o politické dění prostřednictvím vzdělávacích workshopů a her realizovaných na středních školách. Myšlenka propojení studentských spolků a vysokoškolských studentů humanitních oborů vznikla v listopadu 2016, kdy se poprvé zástupci studentských spolků setkali, a 3. října 2017 došlo ke schválení stanov jako jednoho z kroků k formální registraci zapsaného spolku.
Stužák v současné době pořádá celkem 11 různých workshopů v šesti základních kategoriích: politologie, mezinárodní právo, kritické myšlení, právo, sociologie a ekonomie. Sociologii, ekonomii, politologii nebo marketing vyučuje hravými metodami. Snaží se rozbít frontální způsob výuky a využít různé formy simulací, například soudního jednání. Žáci by tak měli pochopit nejen teorii a propojení do praxe, ale především se o společenské obory zajímat. 

## Členové platformy
Mezi členy platformy patří osm spolků a organizací:
- Centrum behaviorálních experimentů (CEBEX)
- Change it!
- Institut ekonomického vzdělávání
- Klub mladých politologů
- Miroslava – studentský spolek ISS
- Mladí občané
- Názorování
- Politologický klub FSV UK.

## Podporovatelé platformy
Platformu dále podporují následující organizace a instituce:
- Centrum občanského vzdělávání
- Katedra politologie VŠE
- Street Law